# خطر توسعه ساحلی
خطر توسعه ساحلی (به انگلیسی: Coastal development hazard)، چیزی است که بر محیط طبیعی توسط فعالیت‌ها و محصولات انسانی تأثیر می‌گذارد. همان‌طور که سواحل توسعه‌یافته‌تر می‌شوند، مولفه آسیب‌پذیری معادله افزایش می‌یابد زیرا ارزش بیشتری برای خطر وجود دارد. مؤلفه احتمال معادله نیز از نظر وجود ارزش بیشتر در ساحل افزایش می‌یابد، بنابراین احتمال وقوع وضعیت خطرناک بیشتر است. اساساً انسان‌ها با حضور خود خطر ایجاد می‌کنند. در یک مثال ساحلی، فرسایش فرآیندی است که به‌طور طبیعی در خلیج کانتربری به‌عنوان بخشی از ژئومورفولوژی ساحلی منطقه و جریان‌های قوی بلند ساحلی اتفاق می‌افتد. این فرایند زمانی به خطر تبدیل می‌شود که انسان با توسعه آن و ایجاد ارزش در آن منطقه، با آن محیط ساحلی تعامل داشته باشد.
خطر طبیعی به عنوان آزاد شدن انرژی یا موادی تعریف می‌شود که انسان را تهدید می‌کند یا آنچه را که ارزش دارد. در یک بافت ساحلی، این خطرها از نظر زمانی و مکانی متفاوت است، از انتشار نادر، ناگهانی و عظیم انرژی و مواد مانند یک رویداد طوفانی بزرگ یا سونامی، تا انتشار مزمن مداوم انرژی و موادی مانند فرسایش بلندمدت ساحلی یا افزایش سطح دریا. این نوع خطرهای ساحلی، به ویژه در مورد فرسایش و ویژگی‌های پیرامون فرسایش است که این مقاله روی آن تمرکز دارد.